# Wydolakowate

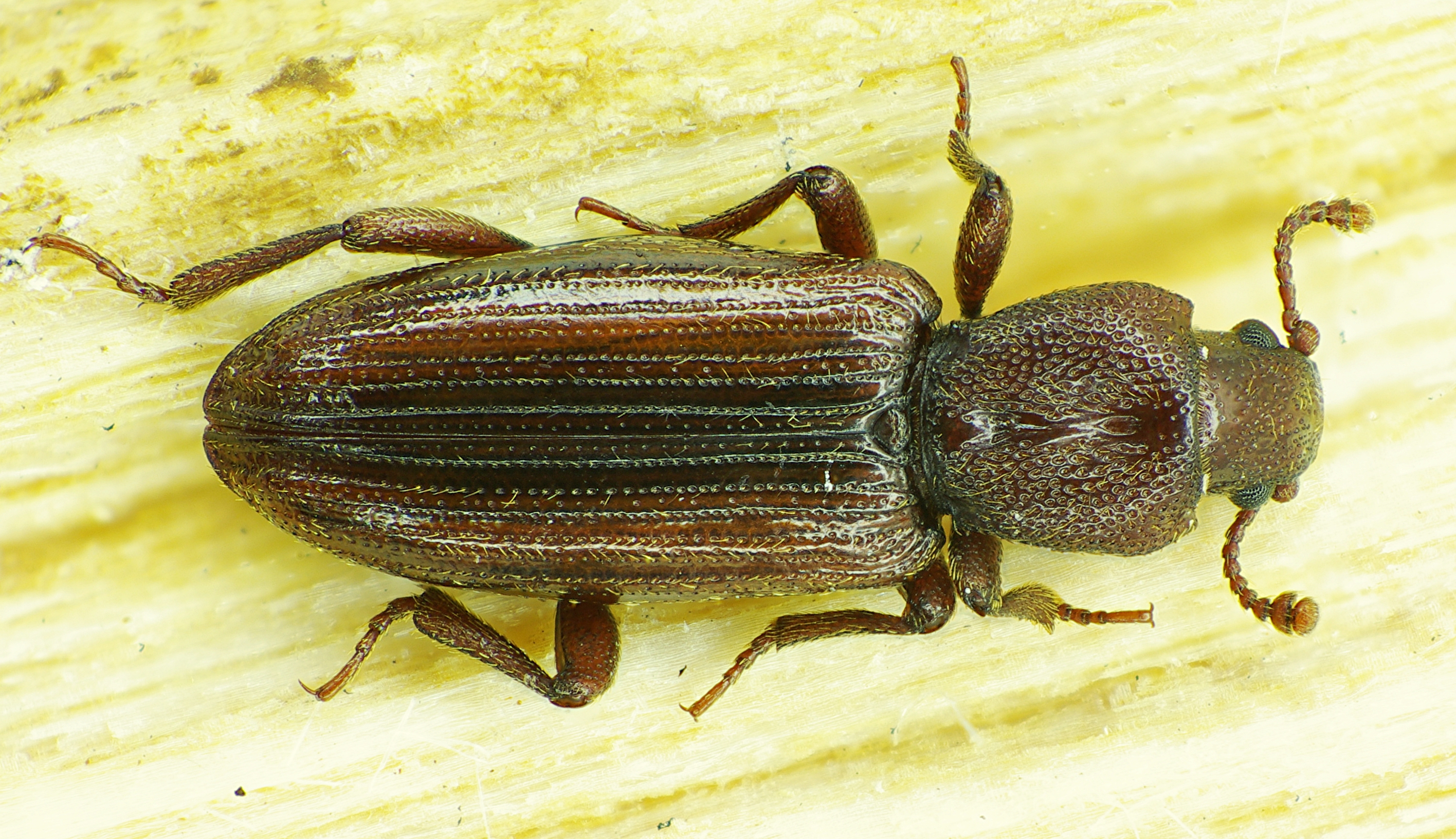
Bothrideres bipunctatus

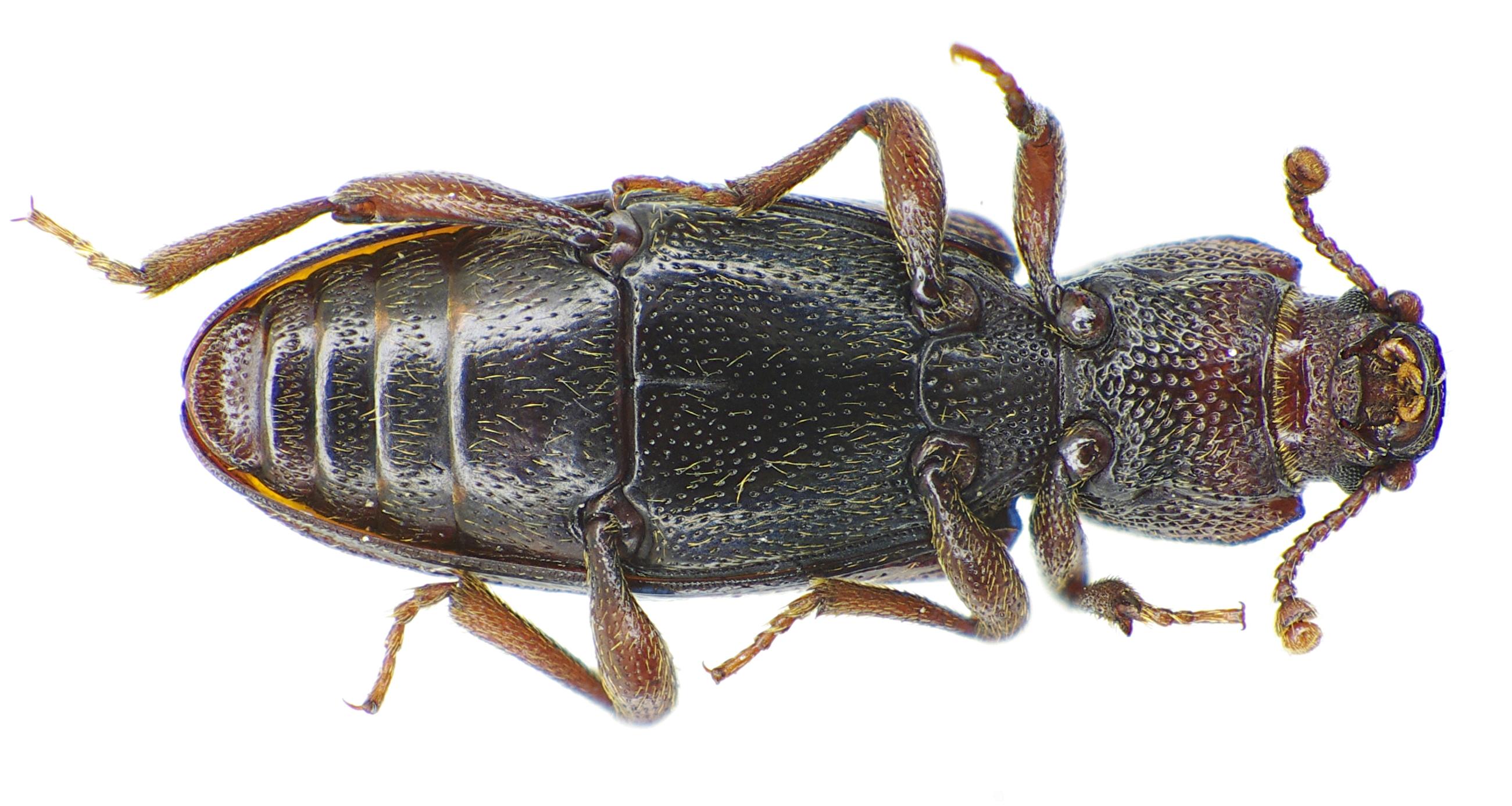
Bothrideres bipunctatus, widok od spodu

Wydolakowate (Bothrideridae) – rodzina chrząszczy z podrzędu wielożernych, serii (infrarzędu) Cucujiformia i nadrodziny biedronek. Należy tu około 270 gatunków, głównie tropikalnych. Przechodzą rozwój z nadprzeobrażeniem (hipermetamorfozą). Larwy pierwszego stadium, zwane trójpazurkowcami, aktywnie szukają żywicieli. Kolejne stadia larwalne są pędrakowatymi pasożytami zewnętrznymi larw i poczwarek chrząszczy, głównie drewnożernych oraz niektórych błonkówek i motyli.

## Taksonomia
Takson ten wprowadzony został w 1845 roku przez Wilhelma Ferdinanda Erichsona jako plemię Bothriderini. W systematyce P. Bouchard i innych z 2011 roku obejmował on cztery podrodziny: Teredinae, Xylariophilinae, Anommatinae i Bothriderinae. W 2015 roku J.A. Robertson i współpracownicy – na podstawie wielkoskalowej analizy molekularnej całego infrarzędu – wydzielili trzy podrodziny do osobnej rodziny Teredidae tak, że obecne Bothrideridae odpowiadają podrodzinie Bothriderinae z poprzedniego systemu. Ponadto rodzinę tę umieszczono w nowej nadrodzinie Coccinelloidea, podczas gdy poprzednio zaliczana była do zgniotków (Cucujoidea).

## Opis

### Owad dorosły
Chrząszcze te mają spłaszczone, szerokie, rzadziej wydłużone ciała, najczęściej nagie, bardzo rzadko z łuskowatymi włoskami. Czułki liczą sobie 9 do 11 członów i zwieńczone są jedno- lub dwuczłonową buławką. Miejsca osadzenia czułków są widoczne z góry. Rowki czułkowe są dobrze rozwinięte. Szew epistomalny jest dobrze zaznaczony, a szwy gularne silnie z przodu zbieżne lub uwspólnione. Na przedpleczu często głębokie rowki lub wyniesione żebra. Panewki bioder środkowej pary zamknięte. Metepimeron silnie zredukowany, zlany z długim i wąskim metepisternum oraz zasłonięty przez nie i przez pokrywy od dołu. Pokrywy o różnorodnie wyniesionych, uwypuklonych lub żeberkowatych międzyrzędach. Biodra tylnych odnóży okrągłe lub prawie okrągłe. Krętarze silnie zredukowane i schowane we wklęsłościach na udach. Stopy czteroczłonowe. Samiec ma symetryczny edeagus o długiej fallobazie, połączonej stawowo z paramerami. Długie i smukłe prącie ma z przodu dwie rozpórki. Samice mają długie spiculum ventrale na ósmym sternicie i długie, położone przedwierzchołkowo przydatki pokładełka.

### Larwa
Bothrideridae przechodzą rozwój z hipermetamorfozą, w związku z czym wolnożyjące larwy pierwszego stadium (trójpazurkowce) różnią się od ektopasożytniczych larw stadiów kolejnych.
Trójpazurkowce mają ciało długości od 1 do 1,8 mm, wydłużone, wrzecionowate, umiarkowanie lub silnie spłaszczone, silniej niż u stadiów późniejszych zesklerotyzowane. Ich nadustek i warga górna są zlane z puszką głowową. Bardzo długie czułki są dwuczłonowe. Na drugim członie osadzona jest długa szczecinka końcowa. Na pierwszym znajduje się wydłużony, palcowaty narząd zmysłowy (sensorium), krótszy niż drugi człon. Sierpowate, wąskie żuwaczki pozbawione są moli i prosteki. Brzuszna część aparatu gębowego wysunięta jest w przód. Głaszczki wargowe są długie, dwuczłonowe, głaszczki szczękowe zaś zbudowane są z dwóch lub trzech członów. Długie, pięcioczłonowe odnóża wyposażone są w pojedynczą szczecinkę na przedstopiu. Para długich szczecinek sterczy na dziewiątym segmencie odwłoka.
Larwy późniejszych stadiów są pędrakowate i bezokie. Ich walcowate ciała mają długość od 3 do 18 mm. Puszkę głowową mają znacznie węższą od przedtułowia. Czoło zlane z nadustkiem, a warga górna wolna. Czułki są bardzo krótkie, złożone z jednego lub dwóch członów. Żuwaczki wyposażone są w spiczasty wyrostek u nasady. Brzuszna część aparatu gębowego jest wycofana w kierunku ciała. Tułów jest stosunkowo wąski i krótki. Odwłok ponad dwukrotnie większy od tułowia. Dziewiąty segment odwłoka niekiedy wyposażony jest w krótkie urogomfy.

## Biologia i ekologia
Chrząszcze te spotyka się pod kłodami drzew oraz wewnątrz nich. Przechodzą rozwój z nadprzeobrażeniem. Larwa pierwszego stadium, określana jako trójpazurkowiec, ma długie odnóża i aktywnie poszukuje przyszłego żywiciela. Ofiarami ektopasożytnictwa padają larwy i poczwarki chrząszczy z takich rodzin jak ryjkowcowate (w tym kornikowate i Platypodinae), Brentidae, bogatkowate, kołatkowate, kózkowate i kapturnikowate, a także błonkoskrzydłe z rodzaju Xyphydria (buczowate) i Xylocopa appendiculata (pszczołowate) oraz niektóre motyle. Trójpazurkowiec z rodzaju Sosylus znajduje poczwarkę żywiciela, po czym przyczepia się do brzusznej strony jej odwłoka w pobliżu segmentu drugiego i rozpoczyna żer. Przepoczwarczenie następuje w woskowej komórce zbudowanej przez larwę.

## Rozprzestrzenienie
Większość gatunków zasiedla strefę międzyzwrotnikową. W Polsce występuje tylko Bothrideres constractus.

## Systematyka
Rodzina ta obejmuje około 270 opisanych gatunków, zgrupowanych w 27 rodzajach:
- Antibothrus Sharp
- Acetoderes Pope
- Asosylus Grouvelle
- Bothrideres Dejean – wydolak
- Chinikus Pope
- Cosmothroax Kraatz
- Craspedophilus Heinze
- Cylindromicrus Sharp
- Dastarcus Walker
- Deretaphrus Newman
- Emmaglaeus Fairmaire
- Erotylathris Motschulsky
- Leptoglyphus Sharp
- Lithophorus Sharp
- Mabomus Pope
- Ogmoderes Ganglbauer
- Patroderes Ślipiński
- Petalophora Westwood
- Prolyctus Zimmermann
- Machlotes Horn
- Pseudantibothrus Pope
- Pseudobothrideres Grouvelle
- Pseudososylus Grouvelle
- Roplyctus Pope
- Shekarus Pope
- Sosylus Erichson
- Triboderus Grouvelle